# Паландион
Пала́ндион (греч. Παλλάντιον, до 1927 года — Бесири, Μπεσίρι) — село в Греции. Расположено на полуострове Пелопоннес, на высоте 670 метров над уровнем моря, в 6 км к югу от города Триполис. Входит в общину Триполис в периферийной единице Аркадия в периферии Пелопоннес. Площадь 9,204 км². Население 197 человек по переписи 2011 года.

## История
Древний город Аркадии Паллантий располагался к западу от Тегеи. Отсюда Эвандр, как полагали, колонизовал Италию. После того как жители были выведены для основания Мегалополя, город пал, а на его развалинах впоследствии был построен Триполис.
В 1835 году (ΦΕΚ 16Α), после Греческой революции и основания королевства Греция была создана община Паландион (Δήμος Παλλαντίου) с центром в одноимённом селе. В 1912 году (ΦΕΚ 252Α) община Паландион была упразднена, село Паландион переименовано в Танас (Θάνας) и создано сообщество Бесири (Κοινότητα Μπεσιρίου).
В 1927 году (ΦΕΚ 179Α) село Бесири (Μπεσίρι) переименовано в Паландион.

## Население
| Год  | Население, человек |
| ---- | ------------------ |
| 1991 | 265                |
| 2001 | 221                |
| 2011 | ↘ 197              |